# Bahoz
Bahoz ist der Name einer rockerähnlichen Gruppierung, die Anfang 2016 in Baden-Württemberg gegründet wurde, wo sie auch weiterhin ihren Schwerpunkt hat. Bahoz ist das kurdische Wort für Sturm.

## Geschichte und Struktur
Bahoz zählt laut Schätzungen mehr als 1000 Mitglieder meist kurdischer Herkunft und ist vornehmlich in Baden-Württemberg und Hessen aktiv. Aber auch in anderen Bundesländern und in der Schweiz ist die Gruppe, welche zu den sogenannten Streetgangs gezählt wird, aktiv. Laut Polizei könnte sie aus der 2013 in Baden-Württemberg verbotenen PKK-nahen Gruppierung Red Legion aus Stuttgart hervorgegangen sein. Bahoz selbst bezeichnet sich als antifaschistisches Projekt. Aufgrund dieser politischen Ausrichtung und ihrer Nähe zur PKK steht sie insbesondere im Konflikt mit den türkisch-nationalistischen Osmanen Germania Boxclub. Während die Mitglieder der Osmanen den türkischen Grauen Wölfen nahestehen, agieren Bahoz-Mitglieder im Umfeld der kurdischen PKK.
Bahoz soll sich laut Eigenaussage im September 2017 sowohl in Deutschland (Hessen) als auch in der Schweiz (Zürich) aufgelöst haben. Behörden schätzen die Auflösung als glaubhaft ein und werden die weitere Entwicklung dennoch beobachten.
Im Mai 2019 wurden bei Durchsuchungen in der Region Stuttgart im Umfeld der verbotenen Gruppierung Red Legion beziehungsweise der aufgelösten Bahoz  diverses Beweismaterial (u. a. Drogen, Waffen, Munition, Gold) sichergestellt.

## Konflikt zwischen Bahoz und Osmanen
Im Juni 2016 kam es während des Länderspiels Türkei – Tschechien zu einer Auseinandersetzung zwischen Osmanen und Bahoz. Im Juli 2016 soll es in Ulm erneut fast zu einer Schlägerei zwischen beiden Gruppen gekommen sein, welche durch die Polizei rechtzeitig verhindert werden konnte.
Infolge des Konfliktes zwischen Osmanen und Bahoz in Saarbrücken kam es im August 2016 zur Festnahme eines Bahoz-Mitgliedes, nachdem es zu Gewalttaten und sogar zu einem Sprengstoffanschlag kam. Ebenfalls wurden Osmanen dort von einem jungen Mann spanischer Herkunft des Öfteren provoziert.
Im November 2016 kam es zeitgleich in sechs Bundesländern zu einer Großrazzia gegen den Boxclub Osmanen Germania an der mehr als etwa 1000 Beamte beteiligt waren. Es gab mehrere Festnahmen, zudem wurden u. a. Speichermedien, Schusswaffen und Munition sichergestellt. Bei den Verhafteten soll es sich u. a. um Tatverdächtige eines Handgranaten-Anschlages auf eine Shishabar in Saarbrücken handeln. Dieser Anschlag fand im August 2016 statt und steht im Zusammenhang mit dem Konflikt der Osmanen und Bahoz.
Im Zuge des Konfliktes zwischen den verfeindeten Osmanen und Bahoz kam es im November 2016 in Ludwigsburg und Stuttgart zu mehreren Brandanschlägen auf Autos und weiteren Bedrohungen.
Im Dezember 2016 gab es eine größere Razzia im Raum Gießen, die sich gegen Mitglieder von Bahoz richtete. Hierbei kam es zu 10 Festnahmen aufgrund des Verdachtes von verschiedenen Gewaltdelikten. Zudem wurden Messer, Schlagstöcke und kleinere Drogenmengen sichergestellt.
Anfang 2017 wurde in Bietigheim-Bissingen aus einem vorbeifahrenden Auto auf eine größere Personengruppe geschossen. Im Zuge dessen kam es in mehreren Orten Baden-Württembergs zu Durchsuchungen und der Festnahme eines Hauptverdächtigen aus Bietigheim-Bissingen. Laut LKA soll es sich bei den Festgenommenen um Mitglieder und Unterstützer von Bahoz handeln. Seitens der Ermittlungsbehörden wird dieser Vorfall und weitere Straftaten dem Konflikt mit den Osmanen zugerechnet. Der Hauptangeklagte aus Bietigheim-Bissingen wurde in diesem Zusammenhang mangels Beweisen knapp 11 Monate später vor Gericht freigesprochen.